# 保毓书
保毓书（1926年7月19日—2025年7月9日），女，满族，辽宁沈阳人，中华人民共和国妇女劳动卫生学者，北京大学公共卫生学院原劳动卫生教研室教授。

## 生平
1949年，保毓书毕业于中国医科大学。曾在东北人民政府卫生部保健处妇幼科、北京大学医学院卫生系、卫生部卫生干部进修学院、协和医科大学卫生学教研室工作。1970年，因文化大革命在甘肃省武威县劳动。1973年后，先后在北京市劳动卫生职业病研究所、北京第一传染病医院、北京中医学院工作。1981年，调回北京医学院卫生系劳动卫生教研室。1983年9月，当选中华全国妇女联合会第五届执行委员会常务委员。1987年11月，中华医学会劳动卫生与职业病学会第一届全国妇女劳动卫生学术讨论会召开，宣布成立妇女劳动卫生学组，保毓书担任组长。
2025年7月9日4时50分，保毓书在北京逝世。